# Liviu Prunaru
Liviu Prunaru (n. aprilie 1969, Craiova) este un violonist român. A crescut într-o atmosferă muzicală, grație mamei sale, altistă în Orchestra Filarmonică din Craiova. La vârsta de șase ani intră în școala de muzică din orașul natal, în clasa profesorului Oprișan. Încurajat și urmărit de profesorii Berbec și Mailat, părăsește Craiova la vârsta de 15 ani, pentru a-și continua studiile la București cu doamna Carpen. În cursul acestei perioade câștigă șapte concursuri naționale de interpretare și premiul I la concursul internațional "Kocian" din Cehoslovacia. La 18 ani intră la Conservatorul din București în clasa profesoarei Cornelia Bronzetti. În acest timp își îmbogățește repertoriul și dă numeroase concerte în centrele muzicale din România.
Anul 1990 marchează o schimbare decisivă în cariera lui Liviu Prunaru, fiind invitat de Alberto Lysy să studieze cu el în renumita "Academie Menuhin" din Gstaad (Elveția). Aici are posibilitatea să se perfecționeze sub îndrumarea unor mari artiști, ca Yehudi Menuhin, Ruggiero Ricci, Jean-Pierre Rampal și Pierre Amoyal.
Liviu Prunaru a obținut numeroase premii și distincții la cele mai pretigioase concursuri și competiții interenaționale de vioară, între care, în 1991, Premiul I la concursul "Lipizer" din Gorizia (Italia) și concursul "Molinari" din Elveția, în 1993 este distins cu Premiul II la concursul "Regina Elisabeta" din Bruxelles și obține de asemenea premiul "Eugène Ysaÿe"; în 1997 obține medalia de aur la concursul "Dong-A" din Coreea de Sud și în 1998 medalia de argint la Concursul internațional din Indianapolis (USA). În 1999 obține premiile I la concursurile "Julliard-Mendelssohn" și "Nakamichi-Wieniawski", ambele desfășurate în USA. În același an își face debutul la "Lincoln Center's Tully Hall" din New York cu Julliard Symphony Orchestra. În New York a urmat cursuri de perfecționare cu profesoara Dorothy DeLay și cu violonistul Itzhak Perlman.
Prunaru a cântat ca solist cu orchestre importante (Royal Philarmonic Orchestra, Londra; London Symphony Orchestra; Belgium National Orchestra, sub conducera unor prestigioși șefi de orchestră, ca Yehudi Menuhin, Yuri Simonov, Andrew Litton, Georges Octors, Sabin Pautza, Cristian Mandeal, Lukas Vis, Mario Benzecry ș.a. Apare și în recitaluri de muzică de cameră și ar multiple înregistrări cu ansamblul "Camerata Lysy". A înregistrat toate cele trei concerte pentru vioară de Camille Saint-Saëns acompaniat de Ensemble Orchestral de Paris sub bagheta lui Lawrence Foster. În februarie 2005 a avut loc lansarea a patru CD cu integrala sonatelor pentru vioară de Ludwig van Beethoven în compania pianistei Dana Protopopescu (Editura Casa Radio din București).
Liviu Prunaru este în prezent Konzertmeister în orchestra "Concertgebouw" din Amsterdam, solist concertist al Filarmonicii "Paul Constantinescu" din Ploiești și, în același timp, profesor de vioară la "Academia Menuhin" din Gstaad (Elveția). Cântă pe o vioară "Guarneri" din 1676, care a apaținut cândva virtuosului violonist Jan Kubelik.